# غلين ليتل
غلين ماثيو ليتل (بالإنجليزية: Glen Little)‏ (مواليد 15 أكتوبر 1975) هو لاعب كرة قدم إنجليزي.
بدأ مسيرته الكروية مع نادي كريستال بالاس ولعب مع 14 ناديًا مختلفًا، يلعب حاليًا مع نادي غريز أثليتيك.

## روابط خارجية
- غلين ليتل على موقع قاعدة بيانات كرة القدم.إي يو (الإنجليزية)
- غلين ليتل على موقع Soccerbase.com (لاعب) (الإنجليزية)
- غلين ليتل على موقع عالم كرة القدم.نت (الإنجليزية)
- غلين ليتل على موقع كووورة